# Eleição municipal de Belford Roxo em 2012
A eleição municipal da cidade brasileira de Belford Roxo de 2012 ocorreu no dia 7 de outubro de 2012 para eleger o prefeito e o vice-prefeito, além de 25 vereadores para a Câmara Municipal da cidade.
A campanha eleitoral contou com a participação de 5 candidatos a prefeito. O prefeito em exercício,  Alcides Rolim (PT), concorreu a reeleição. O primeiro turno foi realizado em 7 de outubro. Como nenhum candidato recebeu a maioria dos votos para ser eleito imediatamente em primeiro turno, os dois primeiros colocados, Dennis Dauttmam, candidato pelo PCdoB, e Waguinho, candidato pelo PRTB, avançaram para o segundo turno. Em 28 de outubro, Dauttmam venceu a disputa, tendo sido eleito com 61,46% dos votos válidos (134.633 votos).
Em 1° de janeiro de 2013 a chapa vencedora tomou posse na Prefeitura de Belford Roxo e os vereadores eleitos tomaram seus assentos na Câmara Municipal para um mandato de quatro anos.

## Candidaturas para a prefeitura
| Nº | Prefeito(a)  | Prefeito(a)                                  | Prefeito(a)       | Vice-prefeito(a) | Vice-prefeito(a) | Vice-prefeito(a)                            | Vice-prefeito(a)  | Coligação Partido(s)                                                     |
| Nº | Candidato(a) | Candidato(a)                                 | Partido Federação | Candidato(a)     | Candidato(a)     | Candidato(a)                                | Partido Federação | Coligação Partido(s)                                                     |
| -- | ------------ | -------------------------------------------- | ----------------- | ---------------- | ---------------- | ------------------------------------------- | ----------------- | ------------------------------------------------------------------------ |
| 13 |              | Alcides Rolim Alcides De Moura Rolim Filho   | PT                |                  |                  | Fidelis Fidelis Dos Santos Valentim Filho   | PT                | O Trabalho Não Pode Parar PT PPS PV PRP PTdoB                            |
| 20 |              | Beto Almada Carlos Alberto Almada            | PSC               |                  |                  | Rute Serafim Rute Rodrigues De Souza        | PSC               | Sem coligação                                                            |
| 28 |              | Waguinho Wagner Dos Santos Carneiro          | PRTB              |                  |                  | Prof. Ricardo Tonassi Ricardo Tonassi Souto | PRTB              | Sempre Juntos Por Belford Roxo PRB PSL PR DEM PSDC PRTB PMN PSB PSDB PSD |
| 50 |              | Rafael Andrade Rafael Araujo De Andrade      | PSOL              |                  |                  | Jackson Roque Jackson Roque De Lima Araujo  | PSOL              | Sem coligação                                                            |
| 65 |              | Dennis Dauttmam Adenildo Braulino Dos Santos | PCdoB             |                  |                  | Reginaldo Gomes Reginaldo Ferreira Gomes    | PCdoB             | Sempre Belford Roxo PP PDT PTB PMDB PTN PHS PTC PPL PCdoB                |

## Resultados da eleição

### Prefeito
| Candidato(a) a prefeito  | Candidato(a) a prefeito  | Candidato(a) a vice-prefeito | Primeiro turno 07 de outubro de 2012 | Primeiro turno 07 de outubro de 2012 | Segundo turno 28 de outubro de 2012 | Segundo turno 28 de outubro de 2012 |
| Candidato(a) a prefeito  | Candidato(a) a prefeito  | Candidato(a) a vice-prefeito | Total                                | Percentagem                          | Total                               | Percentagem                         |
| ------------------------ | ------------------------ | ---------------------------- | ------------------------------------ | ------------------------------------ | ----------------------------------- | ----------------------------------- |
|                          | Dennis Dauttmam (PCdoB)  | Reginaldo Gomes (PCdoB)      | 92.651                               | 40,93%                               | 134.633                             | 61,46%                              |
|                          | Waguinho (PRTB)          | Prof. Ricardo Tonassi (PRTB) | 74.871                               | 33,08%                               | 84.442                              | 38,54%                              |
|                          | Alcides Rolim (PT)       | Fidelis (PT)                 | 49.994                               | 22,09%                               |                                     |                                     |
|                          | Beto Almada (PSC)        | Berg Do Inss (PSC)           | 6.848                                | 3,03%                                |                                     |                                     |
|                          | Rafael Andrade (PSOL)    | Ronaldo Almeida (PSOL)       | 1.981                                | 0,88%                                |                                     |                                     |
| Total de votos válidos   | Total de votos válidos   | Total de votos válidos       | 226.345                              | 86,68%                               | 219.075                             | 89,8%                               |
| Votos em branco          | Votos em branco          | Votos em branco              | 14.313                               | 5,48%                                | 9.876                               | 4,05%                               |
| Votos nulos              | Votos nulos              | Votos nulos                  | 20.470                               | 7,84%                                | 15.015                              | 6,15%                               |
| Total de votos apurados  | Total de votos apurados  | Total de votos apurados      | 261.128                              | 83,15%                               | 243.966                             | 77,68%                              |
| Abstenções               | Abstenções               | Abstenções                   | 52.935                               | 16,85%                               | 70.097                              | 22,32%                              |
| Total de eleitores aptos | Total de eleitores aptos | Total de eleitores aptos     | 314.063                              | 314.063                              | 314.063                             | 314.063                             |
| Fontes:                  |                          |                              |                                      |                                      |                                     |                                     |

### Vereadores eleitos
| Candidato(a) | Candidato(a)                | Partido | Votos | Cidade de origem   | Unidade federativa/País |
| ------------ | --------------------------- | ------- | ----- | ------------------ | ----------------------- |
|              | Marcio Canella              | PHS     | 5.683 | Rio de Janeiro     | Rio de Janeiro          |
|              | Tayano                      | PMDB    | 3.456 | Rio de Janeiro     | Rio de Janeiro          |
|              | Markinho Gandra             | PDT     | 3.026 | Nova Iguaçu        | Rio de Janeiro          |
|              | Alex Cordeiro               | PHS     | 2.994 | Belford Roxo       | Rio de Janeiro          |
|              | Armandinho Penelis          | PTC     | 2.976 | Belford Roxo       | Rio de Janeiro          |
|              | Zz Da Crajubar              | PTdoB   | 2.918 | Belford Roxo       | Rio de Janeiro          |
|              | Wilson Da Tv                | PRB     | 2.814 | Belford Roxo       | Rio de Janeiro          |
|              | Marcinho Bombeiro           | PSL     | 2.474 | Rio de Janeiro     | Rio de Janeiro          |
|              | Nuna                        | PRP     | 2.428 | São Joao de Meriti | Rio de Janeiro          |
|              | Julião                      | PSB     | 2.247 | Rio de Janeiro     | Rio de Janeiro          |
|              | Dr. Deodalto                | PTN     | 2.186 | Nova Iguaçu        | Rio de Janeiro          |
|              | Jadinho Do Pica Pau         | PMDB    | 2.072 | Canindé            | Ceará                   |
|              | Beto Costa                  | PTB     | 2.062 | Duque de Caxias    | Rio de Janeiro          |
|              | Luis Carlos Do Caminhão     | PT      | 2.057 | Belford Roxo       | Rio de Janeiro          |
|              | Fabio Flores                | PTdoB   | 2.053 | Belford Roxo       | Rio de Janeiro          |
|              | Eduardo Araujo              | PRP     | 2.039 | Rio de Janeiro     | Rio de Janeiro          |
|              | Ericsson Gal                | PTC     | 1.805 | Rio de Janeiro     | Rio de Janeiro          |
|              | Teixeira Do Carvão          | PMDB    | 1.787 | Nilópolis          | Rio de Janeiro          |
|              | Elvis Da Internet           | PSL     | 1.742 | Belford Roxo       | Rio de Janeiro          |
|              | Tuninho Medeiros            | PRTB    | 1.711 | Rio de Janeiro     | Rio de Janeiro          |
|              | Alexandre Do Ferro Velho    | PMDB    | 1.578 | Queimados          | Rio de Janeiro          |
|              | Rodrigo Com A Força Do Povo | PRTB    | 1.522 | Rio de Janeiro     | Rio de Janeiro          |
|              | Giselle Cardoso             | PSDC    | 1.504 | Duque de Caxias    | Rio de Janeiro          |
|              | Cleuber                     | PRTB    | 1.374 | Nova Iguaçu        | Rio de Janeiro          |
|              | Juju                        | PTC     | 1.203 | Rio de Janeiro     | Rio de Janeiro          |
| Fontes:      |                             |         |       |                    |                         |

#### Vereadores eleitos por partido
| Nº                     | Partido                | Votos populares | Votos populares | Vagas   | ±       |
| Nº                     | Partido                | Votos           | %               | Vagas   | ±       |
| ---------------------- | ---------------------- | --------------- | --------------- | ------- | ------- |
| 15                     | PMDB                   | 19.151          | 8,74%           | 4       | 1       |
| 28                     | PRTB                   | 18.809          | 8,58%           | 3       | 1       |
| 31                     | PHS                    | 18.025          | 8,22%           | 2       | 1       |
| 70                     | PTdoB                  | 17.158          | 7,83%           | 2       | 2       |
| 13                     | PT                     | 13.253          | 6,05%           | 1       | 2       |
| 17                     | PSL                    | 12.221          | 5,57%           | 2       | Estável |
| 65                     | PCdoB                  | 10.736          | 4,9%            | 0       | -       |
| 12                     | PDT                    | 10.428          | 4,76%           | 1       | Estável |
| 44                     | PRP                    | 10.382          | 4,74%           | 2       | 2       |
| 14                     | PTB                    | 10.158          | 4,63%           | 1       | 1       |
| 27                     | PSDC                   | 10.075          | 4,6%            | 1       | 1       |
| 36                     | PTC                    | 8.474           | 3,87%           | 3       | 1       |
| 45                     | PSDB                   | 7.797           | 3,56%           | 0       | -       |
| 11                     | PP                     | 7.679           | 3,5%            | 0       | -       |
| 19                     | PTN                    | 7.363           | 3,36%           | 1       | 1       |
| 40                     | PSB                    | 7.336           | 3,35%           | 1       | 1       |
| 23                     | PPS                    | 6.728           | 3,07%           | 0       | -       |
| 25                     | DEM                    | 5.292           | 2,41%           | 0       | -       |
| 10                     | PRB                    | 5.201           | 2,37%           | 1       | 1       |
| 20                     | PSC                    | 2.935           | 1,34%           | 0       | 1       |
| 22                     | PR                     | 2.792           | 1,27%           | 0       | 1       |
| 33                     | PMN                    | 2.313           | 1,06%           | 0       | 1       |
| 55                     | PSD                    | 1.884           | 0,86%           | 0       | -       |
| 50                     | PSOL                   | 1.542           | 0,7%            | 0       | -       |
| 43                     | PV                     | 1.211           | 0,55%           | 0       | -       |
| 54                     | PPL                    | 270             | 0,12%           | 0       | -       |
| Total de votos válidos | Total de votos válidos | 219.213         | 83,95%          | 25      | 25      |
| Votos em branco        | Votos em branco        | 11.792          | 4,52%           | 25      | 25      |
| Votos nulos            | Votos nulos            | 30.123          | 11,54%          | 25      | 25      |
| Total de votos         | Total de votos         | 261.128         | 83,15%          | 25      | 25      |
| Abstenções             | Abstenções             | 52.935          | 16,85%          | 25      | 25      |
| Eleitorado apto        | Eleitorado apto        | 314.063         | 314.063         | 314.063 | 314.063 |
| Fontes:                |                        |                 |                 |         |         |